# 루슬란 뎀차크
루슬란 예우헤니요비치 뎀차크(우크라이나어: Руслан Євгенійович Демчак, 1974년 7월 5일 빈니차주 리포베츠 출생 ~ )는 우크라이나의 최고 라다 의원이다. 루슬란 뎀차크는 또한 우크라이나 의회의 금융 정책 및 은행 위원회 부의장이자 정당 “유럽 연대”의 의원이다. 현재 주한 우크라이나 대사관의 경제참사관이다.

## 생애
루슬란 뎀차크는 1991년 학교를 졸업한 후 우크라이나 교통대학에 입학하여 1996년까지 기계 공학을 공부했다. 1997년 뎀차크는 학제간 경영 연구소에서 회계 및 감사 연구를 시작했다. 2001년에 경제학자 수료증을 수여했다.
2001년부터 2005년까지 국립행정아카데미에서 공부하여 경제이론 및 경제사학과에서 석사논문 '우크라이나 주식시장 규제'를 마쳤고 공공정책 및 행정학 박사(PhD)를 받았다.
2009년 10월, 루슬란 뎀차크는 국립 전략 연구소에서 박사 학위 과정을 시작했다. 그의 논문 주제는 "국가의 경제 안보의 요소로서 재정 지방분권"이었다.
2010년 12월, 뎀차크는 키예프 경영자 연맹(FEK)의 회장이 되었다.
2014년 11월 루슬란 뎀차크는 우크라이나 국회의원으로 선출되었다. 2021년 주우크라이나대사관 경제참사관이 되었다.

## 활동
루슬란 뎀차크는 1997년 주식시장에서 사업을 시작했으며며, "우크라이나 비즈니스 그룹" (다국적 지주회사)을 설립했다. 2011년 그는 공공 활동에 참여하기 위해 UBG 코퍼레이션의 관리권을 조직의 관리자에게 양도했다.
UBG코퍼레이션은 금융, 제조업, 의료서비스, 농업, 미디어, 정보기술(IT) 분야 등 다양한 산업에서 사업을 운영한 경험이 상당하다. 가장 성공적인 프로젝트는 ' 도브로부트' 메디컬 네트워크(Dobrobut Medical Network)로, 오늘날까지 우크라이나에서 가장 큰 개인 클리닉 네트워크이다.
2011년 루슬란 뎀차크는 런던에 UBG 코퍼레이션의 대표 사무실, 런던에 우크라이나 비즈니스 센터(UBCL)를 설립했다.
루슬란 뎀차크는 다른 공공 활동도 활발히 하고 있다. 2010년에는 키예프 경영자 연맹의 회장이 되었다. FEK는 22개의 지역 및 산업 단체로 구성되어 있으며 3,000개 이상의 법인과 공공 기관이 모여 있으며 15만 명 이상을 고용하고 있다.
우크라이나 의회의 금융정책 및 은행위원회 부위원장이며, 금융 및 기타 분야에서 우크라이나의 여러 법률의 저자이다.